# Esdoornblokspanner
De esdoornblokspanner (Nothocasis sertata) is een vlinder uit de familie van de spanners (Geometridae).
De spanwijdte is 26 tot 30 millimeter. 
De soort gebruikt gewone esdoorn en Spaanse aak als waardplanten. De rupsen eten van knoppen, bloemen en jong blad. De vliegtijd is van augustus tot en met oktober. De soort overwintert als ei. De rups is te vinden in mei en juni.
De esdoornblokspanner komt voor in een groot deel van Europa, de kern van het verspreidingsgebied ligt in Centraal-Europa. Hij wordt gevonden tot hoogtes van 1400 meter boven zeeniveau. In België is de soort zeer zeldzaam in het zuiden. In september 2014 werd de soort voor het eerst in Nederland waargenomen op de Sint-Pietersberg in Zuid-Limburg.